# Dze (paschtunischer Buchstabe)

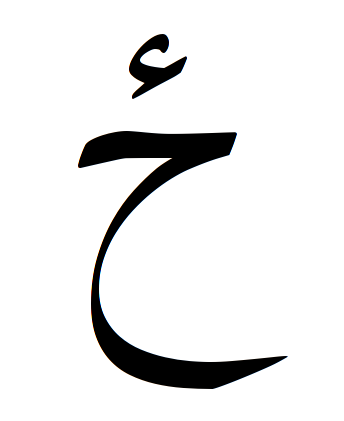
Der Buchstabe in isolierter Form

Dze (paschtunisch ځې cē), manchmal auch Dzay, Dzim oder Zim (ځيم cīm) genannt, ist ein Buchstabe des erweiterten arabischen Alphabetes der paschtunischen Sprache. Er wurde vom arabischen Buchstaben Ḥa (ح) durch ein aufgesetztes Hamza-Zeichen abgeleitet und kommt ausschließlich in der paschtunischen Schrift vor.
Sein Lautwert im Paschtunischen ist meist eine stimmhafte alveolare Affrikate (IPA: [dz]). Die Aussprache ist jedoch stark dialektabhängig und tendiert im Norden des paschtunischen Sprachgebietes zu einem stimmhaften alveolaren Frikativ (IPA: [z]).
Der Buchstabe ist erst seit der Orthographiereform in Afghanistan im Jahr 1936 Bestandteil des paschtunischen Alphabets. Bis dahin wurden sowohl die stimmhafte als auch die stimmlose alveolare Affrikate im Paschtunischen durch das gleiche Zeichen, den Buchstaben Tse repräsentiert.
| Unicode Codepoint | U+0681               |
| Unicode-Name      | Hah with hamza above |
| HTML              | &#1665;              |